# Дирийское шейхство
Дирийское шейхство (араб.  مايخة الدرعية) – арабское государство в центральной Аравии, основанное в 1446 году Мани ибн Рабия аль-Мурайди. 

## История
Город Эд-Диръия был основан Мани ибн Рабия аль-Мурайди, который он назвал в честь города, из которого он прибыл, — Аль-Дирия (населённый пункт, расположенный недалеко от аль-Катифа).
Когда Мани аль-Мурайди умер, его преемником стал его сын, Рабия ибн Мани, при котором население Эд-Диръии значительно увеличилось. Он присоединил земли своих соседей — Язидов. 
После смерти его внука, Мархана ибн Ибрагима, государством стали править двое его сыновей Рабия и Мукрин.
После смерти шейха Сауда Аль-Аввала в 1726 году начался период междоусобиц, после которых трон занял Мухаммад ибн Сауд, провозгласивший в 1744 году Дирийский эмират и позже стал имамом.

### При Мусе ибн Рабия аль-Мариди
Муса аль-Мурайди пришел ко власти в результате организованного им дворцового переворота против его же отца. Позже Муса вторгся во владения семьи Язидов и присоединил их земли. Муса продолжал править Дирией до своей смерти, и ему наследовал его сын Ибрагим.

### При Мухаммеде ибн Мукрине аль-Мариди
Мухаммед бин Мукрин аль-Мариди всходил на престол два раза. Он также приходится дедом Мухаммеду ибн Сауду — основателю Первого Саудовского государства.
В ходе первого периода его правления источники указывают, что Мухаммад ибн Мукрин отомстил за своего брата Мархана, убив своего двоюродного брата Ватбана ибн Рабия, и занял его место. В частности, дата вступления Мухаммеда ибн Мукрина на трон неизвестны, но Ибн Бишр упомянул в своей истории об убийстве эмира Дирии Насера бин Мухаммеда аль-Мариди в 1672 году, что означает, что Мухаммад ибн Мукрин был его предшественником. Точно неизвестно, кто такой Насер бин Мухаммад. Можно предположить, что он принадлежит роду Ватбан. Из этого историками была построена теория, что Насер отвоевал престол у Мухаммеда ибн Мукрина в ходе междоусобицы между родами Ватбан и Мукрин.
После убийства Насера ибн Мухаммеда в 1672 году Мухаммад ибн Мукрин стал шейхом во второй раз и междоусобица закончилась.

### При Мухаммеде ибн Сауде
В 1726 году после междоусобных войн на эмирском троне закрепился Мухаммед ибн Сауд из племени аназа. Вскоре он под принципом единобожия стал проводить набеги на эмира Эр-Рияда под знаменем обновленной религии с целью объединить арабские племена, благодаря которой стал быстро набирать авторитет среди других племен. 
Мухаммед ибн Сауд в 1744 году провозгласил эмират под своим правлением. 